# الرملة (الدقهلية)
قرية الرملة هي إحدى القرى التابعة لمركز بلقاس في محافظة الدقهلية في جمهورية مصر العربية. حسب إحصاءات سنة 2006، بلغ إجمالي السكان في الرملة 4938 نسمة، منهم 2578 رجل و2360 امرأة.